# Severino Santiapichi
Severino Santiapichi (Scicli, 25 maggio 1926 – Modica, 17 settembre 2016) è stato un magistrato e scrittore italiano.

## Biografia
Procuratore ad honorem della Corte di cassazione, è stato per oltre 50 anni in magistratura, avendo presieduto per 20 anni la Corte d'assise di Roma dopo aver ricoperto per sette anni la carica di vice presidente della Corte Suprema in Somalia.
È divenuto noto al grande pubblico per aver guidato la Corte d'Assise nel primo processo, svolto nell'aula bunker del Foro Italico a Roma contro le Brigate Rosse, per l'omicidio il 9 maggio 1978 di Aldo Moro, sequestrato in via Fani a Roma dopo l'uccisione della sua scorta: processo conclusosi con 32 ergastoli.

Presiedette ancora negli anni novanta la Corte d'Assise nei cosiddetti processi "Moro quater" e "Moro quinquies".
Santiapichi inoltre presiedette la Corte d'Assise chiamata a giudicare il tentato omicidio del 13 maggio 1981, perpetrato contro il papa Giovanni Paolo II dal terrorista turco Ali Ağca.
Dopo il pensionamento per raggiunti limiti d'età, ha alternato l'attività di docente a contratto nell'Università Kore di Enna a quella di scrittore. Ha dato alle stampe varie sue opere (tra cui Le ragioni degli altri, Milano, Sugarco, 1988; Romanzo di un paese, Milano, Rizzoli, 1995; Il serpente gioiello e la iena della Savana, Iuculano, 2007), nei quali ha spesso ricordato le sue esperienze di magistrato e di giudice.